# 壽臣山軍火庫

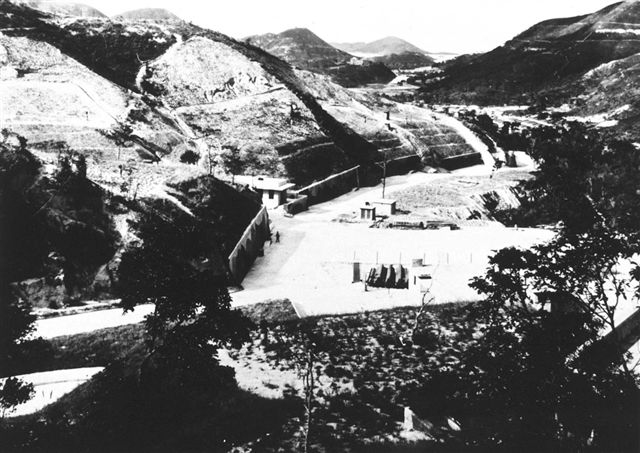
1941年的壽臣山軍火庫

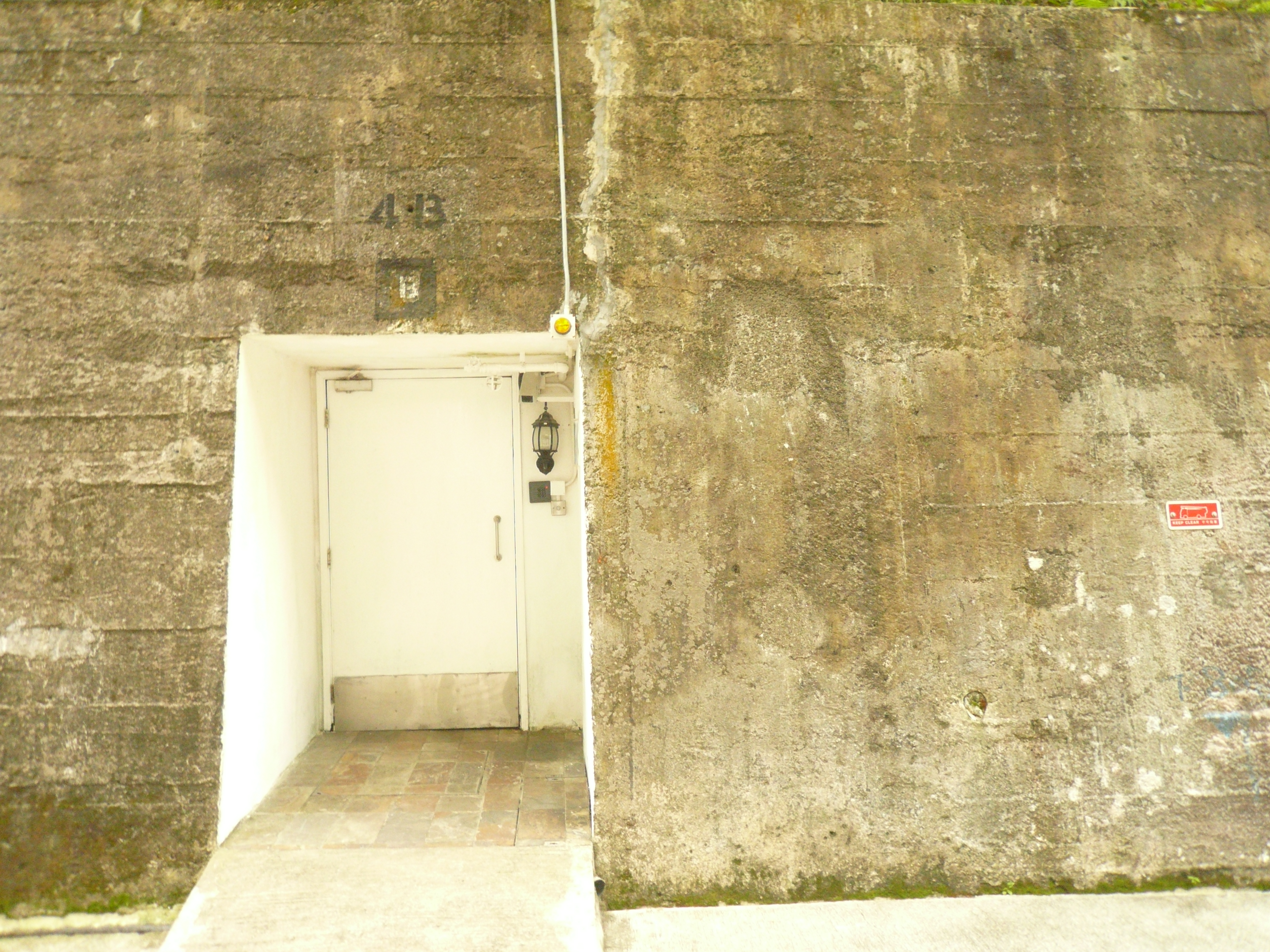
其中一個軍火庫入口

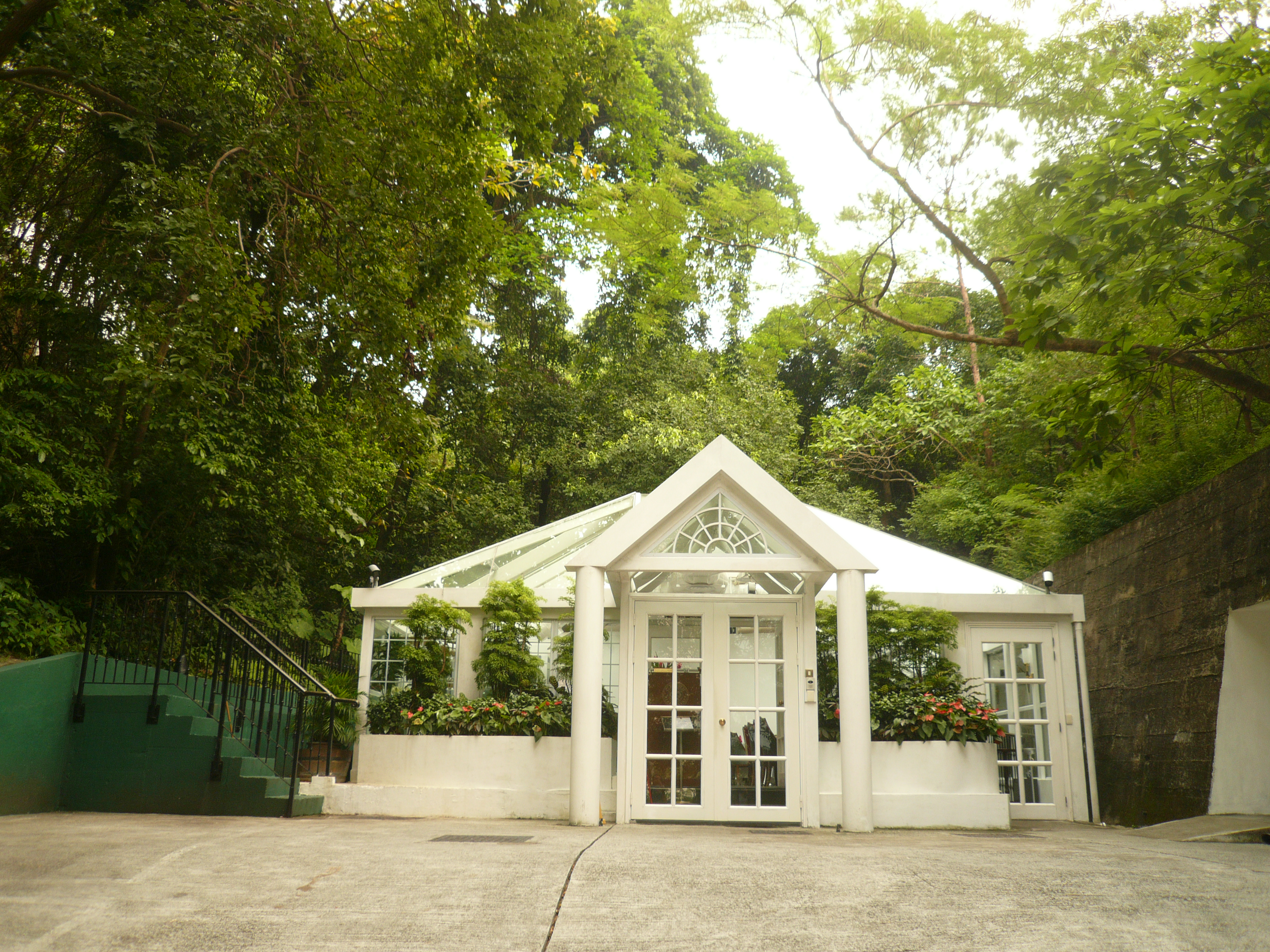
現已改為私人會所

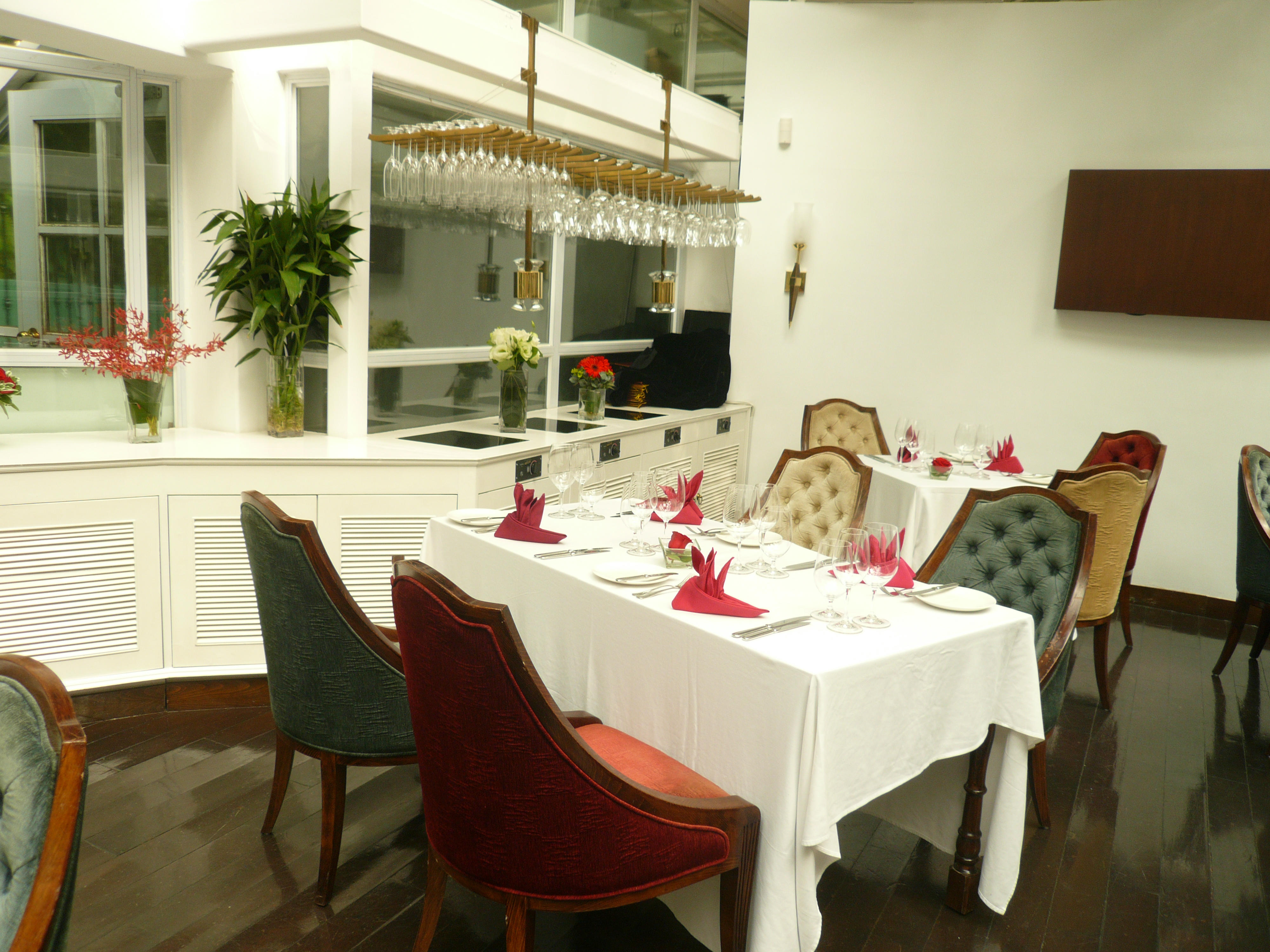
新建的玻璃屋會所內部

壽臣山軍火庫（英語：Central Ordnance Munitions Depot），又譯中央彈藥庫，是香港一個軍事遺跡，位於香港島南區深水灣徑18號，由皇家工兵（British Royal Engineers）於1937年建成，作為儲存武器及彈藥之用，是1930年代駐港英軍為應付日益惡化的東亞局勢而規劃及修建的主要防禦工事之一，該軍火庫在當時的香港屬於高度軍事機密，英軍故意將軍火庫暱稱為「小香港」（英語：Little Hong Kong）（由香港仔的名字改成），以瞞騙充斥於香港的日本間諜，當年香港出版的地圖也不會標示這座軍火庫的存在及位置。

## 歷史概要
1941年12月，日軍進攻香港期間，軍火庫由四個國籍的英軍，約60名軍人駐守，包括英籍的英國皇家陸軍軍需團、 皇家陸軍勤務團、皇家工兵、加拿大溫尼伯榴彈兵部隊、印度旁車普營（Punjabi infantrymen），以及在香港組成的香港義勇防衛軍。12月20日，日軍開始深入香港島及向香港仔推進，香港守軍一直抵抗日軍的猛攻，軍火庫的守備隊在日軍包圍下一直到香港總督楊慕琦投降後的兩天（1941年12月27日）才投降，是香港守軍最後一個向日軍投降的據點。不過有觀點認為主要原因是被包圍的守軍與英軍總司令部的通訊已經中斷，無法得知香港總督於12月25日下午決定投降的消息，日軍提供的消息亦被預設為不可信，與華里士准將帶領的港島東旅部隊在赤柱半島堅持到12月26日的情況相似。
1945年8月日本戰敗，軍火庫於香港重光後繼續由軍方使用。1970年代移交香港警隊作警察駕駛學校，後來則改為土木工程拓展署儲存礦石樣本的地點。2003年，軍火庫被改建為酒窖及私人會所（Crown Wine Cellars），工程耗資3千萬港元，並保留原有的地下彈藥庫及哨崗遺跡。保育計劃獲得2007年聯合國教科文組織亞太區文物古蹟保護獎優異項目獎。現時軍火庫已被古物古蹟辦事處被列為香港三級歷史建築。

## 建築
軍火庫建於壽臣山的深谷中，遠離港島北岸的市區，一方面萬一發生爆炸也不會對民居帶來嚴重破壞，另一方面其隱蔽的地理位置，使其不易被空襲及炮轟直接摧毀，而且可集中管理來往軍火庫的要道，減少外來者闖入的機會，提高保密性。整座軍火庫約長600米、闊250米。初期建有12個地下軍火庫，並附設有指揮所及哨崗。但在停用後，其中4個軍火庫因興建私人住宅而被拆卸，指揮所亦早已被清拆，現時只剩下8個軍火庫及哨崗。
軍火庫內的各地下彈藥庫的設計相若，包括長9.4米的入口走廊，內部則長12.2米、闊7.3米，均埋在20米深的地底，混凝土建造的外牆厚達1米。軍火庫入口裝上半英吋厚的鋼門，部分軍火庫更加建有超過1米厚的磚牆以減輕萬一爆炸所造成的影響。現時6個地下軍火庫已被改為酒窖，另外兩個則改為私人會所。

## 附近
- 南島中學
- 香港仔郊野公園
- 青巒
- 嘉名苑
- 壽臣山